# Zasjeda u Kosovici
Zasjeda u Kosovici je poznata akcija Trogirskog partizanskog odreda izvršena 6. prosinca 1942. u predjelu Kosovica na cesti Vranjica - Vrsine oružanim napadom na kamion koji je prevozio pripadnike talijanske vojske kojima su ovim napadom naneseni znatni ljudski i materijalni gubici.

## Prethodne okolnosti
Tijekom 1942. godine borci Trogirskog odreda, članovi SKOJ-a i KPH, simpatizeri NOP-a i antifašisti pojedinih trogirskih sela često su vršili diverzantske akcije: rušili telefonske instalacije, pilali stupove, kidali žicu i uništavali izolatore onemogućavajući okupatora da održava međusobne veze. Nakon tih akcija - sabotaža talijanski vojnici redovno bi izlazili na teren u većim ili manjim grupama radi popravka instalacija. Tako su borci Trogirskog partizanskog odreda na čelu s Jozom Lozovinom Mosorom odlučili početkom prosinca 1942. izvršiti napad na talijanske postrojbe na nepreglednoj i vijugavoj cesti Vranjica - Vrsine u predjelu Kosovica.

## Priprema i provedba zasjede
Dne 5. prosinca 1942. prekinuta je telefonska žica zapadno od sela Vrsina s namjerom da se izazove Talijane na popravak iste. U isto vrijeme jedna desetina Trogirskog odreda nalazila se u Gornjem Segetu, u zaseoku Zulimi, da bi se tijekom noći 5./6. prosinca prebacila u zaseok Rakijare, nedaleko od mjesta zasjede. Rano ujutro 6. prosinca desetina od 12 boraca bila je na položaju.
Jedan kamion s talijanskom vojskom, pripadnicima 14. konjičke pukovnije "Alessandria" i 50. brzojavne satnije armijskog korpusa odlazio je na mjesto popravka linije.
Partizani su ga propustili na mjesto popravka kako bi ga napali na povratku, a u međuvremenu je napravljen i plan za zasjedu u kojem je Mosor svakom borcu dao određeni zadatak.
Vraćajući se natrag, talijanski kamion s vojnicima iznenadno je obasut puščanom paljbom i ručnim bombama. Borba je trajala desetak minuta, a Talijani su pružili samo lakši otpor. 
Među partizanima kojima je ovo bilo prvo vatreno krštenje, nije bilo žrtava.

## Rezultati i posljedice
Poginulo je 14 Talijana, a 9 je pobjeglo, među kojima 5 ranjenih. Talijanski puškomitraljezac uspio je pobjeći s puškomitraljezom. Zaplijenjeno je 16 pušaka, 29 bomba, oko 2200 metaka, 12 opasača s fišeklijama, mitraljeska cijev i telefonski aparat. Kamion je zapaljen, a od zaplijenjenih guma pravili su se tzv. gumaši u partizanskoj postolarskoj radionici. Plijen je pohranjen u bunkerima u Vrsinama, Dogradama te Gornjem Segetu. Jozo Lozovina Mosor koji je po velikom nevremenu sudjelovao u prijenosu zaplijenjenog materijala prema Gornjem Segetu, obolijeva od upale pluća zbog napora.
Radi odmazde fašisti iz Trogira su istog dana zapalili nekoliko kuća poznatih partizana u Donjem Segetu, a izvršena su i dva ubojstva u samom Trogiru.

## Nasljedstvo
Spomen-ploča veličine 98 x 44 cm od bijelog brušenog kamena bio je postavio na mjestu događaja Općinski odbor SUBNOR-a Trogir.